# Bottle Pop
Bottle Pop è il quinto singolo ufficiale estratto dal secondo album del gruppo statunitense femminile Pussycat Dolls, Doll Domination.

## Classifiche
| Classifica (2009)                  | Posizione massima |
| ---------------------------------- | ----------------- |
| Australia                          | 17                |
| Belgio (Fiandre)                   | 9                 |
| Canada                             | 88                |
| Nuova Zelanda                      | 17                |
| U.S. Billboard Hot Dance Club Play | 1                 |